# Helicophyllum
Helicophyllum, rod pravih mahovina smješten u vlastitu porodicu Helicophyllaceae, dio reda Hedwigiales. Pripada jedna ili dvije vrste: H. torquatum (Hook.) Brid., raširena od Meksika preko Srednje Amerike do Brazila, Venezuele, Kolumbije, Ekvadora, Perua, Bolivije i Paragvaja; druga je H. jamaicense Müll.Hal.